# سميرة حيدا
سميرة حيدا هي كاتبة مغربية، وأستاذة باحثة بجامعة محمد الأول في وجدة.

## سيرة ذاتية
ولدت سميرة حيدا عام 1969م، وحصلت على شهادة دكتوراه الدولة في تخصص النحو العربي، عن أطروحة «المصطلح اللساني في مغني ابن هشام الأنصاري، - مصطلحات حروف المعاني نموذجا»، وعلى شهادة دكتوراه السلك الثالث في تخصص: فقه اللغة، عن رسالة «ظاهرة الإعراب بين العربية والعبرية – دراسة مقارنة»، وعلى شهادة الماجستير في تخصص النقد القديم، عن بحث «المصطلح النقدي في إعجاز القرآن للباقلاني»، وعلى شهادة الإجازة في شعبة اللغة العربية وآدابها، عن بحث: «قرينة الإعراب في اللغة العربية». وهي مديرة مركز الإعلام والتوجيه والحياة الطلابية بجامعة محمد الأول في وجدة منذ 24 ماي 2013م، ومشرفة على مشروع استكمال الدراسة لطلبة الفصل السادس بشعبة الدراسات العربية، ومدققة لغوية لمجلة «الدراسات الدينية والإنسانية للبحوث المتخصصة» المنبثقة عن المعهد العلمي للتدريب المتقدم والدراسات في ماليزيا، وعضوة في هيئة تحرير مجلة «الدراسات الدينية والإسلامية للبحوث المتخصصة» بدار الإحسان بماليزيا، ومديرة صفحة «مجموعة العربية الفصيحة لغة التواصل المتعدد على التقانة الحديثة».

## أعمالها
صدر عنها العديد من الأعمال، من بينها:
- «علم الصرف لبنات وأسس» (كتاب)، منشور في صفحات مجالس الألوكة.[3]

- «محاضرات في النحو العربي المفاعيل الخمسة» (كتاب)، بالمغرب عام 2015م

- «من أساليب العربية الاستفهام وأدواته مغني اللبيب نموذجا»، عن مجلة حوليات التراث بجامعة مستغانم في الجزائر عام 2016م.

- «مكانة مغني اللبيب لابن هشام الأنصاري في الدرس النحوي العربي»، بمجلة كلية الآداب والعلوم الآداب والعلوم الإنسانية في وجدة، العدد الأول دجنبر 2010م.

- «كتب الثرات العربي في أداة واحدة»، نشر في العدد الخامس من حوليات كلية الآداب والعلوم الإنسانية في وجدة.

- «حروف المعاني في الثرات اللغوي العربي»، نشر في العدد الأول من مجلة قطوف دانية بالكلية المتعددة التخصصات بالناظور.

- «وقفة مع كتب الثرات العربي»، بالمجلة العالمية الاستثمارية بماليزيا، عدد نونبر 2014م.

- «من أساليب العربية: النهي وأداته»، منشور في صفحات مجالس الألوكة.[4]